# Oșani

Oșani ( greacă Αρχάγγελος Archangelos: până la 1925: Όσσιανη, Osiani;  în meglenoromână : Ossiani) este sat în Meglen, regiunea Macedonia Centrală din Grecia . 

## Geografie și locație
Satul este situat la sud-vest de orașul Gevgelija și la sud-est de Nânta, pe versanții nordici ai Muntelui Paic, la o altitudine de 820 de metri. 
Este situat la 33 km nord-est de Exaplamanos . La nord-vest de Oșani se află Muntele Cosuf, iar la sud este vârful Kozjak. La est se află satul mare meglenoromân Liumnița . 

## Istorie
Săpăturile arheologice în 1973 au descoperit o necropolă din perioada romană târzie. Scriitorii bizantini au scris despre satul Hostani sau Hostianes (Χωρεσινη, Χωρισμένες). 
Satul a fost întotdeauna locuit de meglenoromâni și nu a suferit modificări etnice până în prezent. 
La sfârșitul secolului al XIX-lea, Oșani era unul dintre marile sate meglenoromâne din Meglen . Conform tradiției, a fost fondată de locuitorii a șapte sate. 
În Oșani, propaganda românească a început să apară, iar meglenoromânii din sat au început să se afirme ca atare și să renunțe la propaganda greacă. În sat în perioada 1895-1896 a fost înființată un comitet al WMORO  iar sătenii au promovat campania lui Ivancio Karasuliata, care a dus la moartea a 20 de persoane din sat în 1905 și la diferite condamnări la închisoare.  În 1905, antarții greci au atacat mănăstirea Oșani și l-au ucis pe stareț.  Starețul mănăstirii a devenit ofițerul grec Mikhail Anagnostakos . 
În 1925, satul a fost redenumit Archangelos ( Αρκαγγέλος ), în conformitate cu numele sfânt al mănăstirii Oșani situată în imediata vecinătate.  

## Economie
Ocupația principală a locuitorilor este creșterea animalelor din cauza pășunilor spațioase pe care le are în sat, precum și agricultura. Aici, cartoful are un succes, dar și castanul, nucul, ciresul și mărul, care cresc și produc randamente foarte mari. 
În ultimul timp turismul se dezvoltă în sat. 

## Demografie
Potrivit statisticilor lui Vasil Kănciov (" Macedonia, etnografie și statistică "), în 1900, în Oșani locuiau 1.500 de creștini meglenoromâni .   Potrivit datelor secretarului exarhatului bulgar Dimităr Mișev (" La Macédoine et sa Population Chrétienne "), în 1905 erau 1260 de meglenoromâni și o școală meglenoromână. 
În 1920, Oșani a fost înreegistrat cu 200 de case meglenoromâne.  
Conform recensământului din 1913 a avut o populație de 1219 de locuitori. În timpul primului război mondial, datorită proximității acțiunilor militare, satul a fost distrus și locuitorii săi au fost deportați forțat în centrul Bulgariei de autoritățile bulgare. Unii dintre locuitori nu au revenit nici după încheierea războiului, astfel încât în 1920 satul a fost înregistrat doar cu 826 de locuitori. În 1925, aproximativ 85 de familii au plecat în România, care s-au așezat în Dobrogea. Din cauza numărului mare de familii emigrate, în 1928, doar 786 de locuitori locuiau în Oșani (în acest număr au fost de asemenea numărați soldații din compania staționată a armatei de frontieră din Grecia), iar în Oșani în 1940 erau 980 de locuitori. Satul nu a suferit în războiul civil, fapt care nu a determinat o reducere semnificativă a populației. În 1951, 879 au fost înregistrate, în 1961 840, în 1971 764, în 1981, 709, iar în 1991, 666 de locuitori. 
Oșani este în prezent cel mai mare sat meglenoromân. Potrivit unui raport din 1993, satul este pur meglenoromân, iar limba meglenoromână este vorbită foarte mult. 
În recensământul efectuat în 2001, satul a fost înregistrat cu 686 de locuitori. În ultimul recensământ efectuat în 2011 în Grecia, satul a fost înregistrat cu 623 de locuitori. Format:Пописи-ЕМ
| Година    | 1940 | 1951 | 1961 | 1971 | 1981 | 1991 | 2001 | 2011 |
| --------- | ---- | ---- | ---- | ---- | ---- | ---- | ---- | ---- |
| Население | 980  | 879  | 840  | 764  | 709  | 666  | 686  | 623  |

Извор за 1940-1991 г.: Т. Симовски, Населените места во Егејска Македонија

## Auto-guvernare și politică

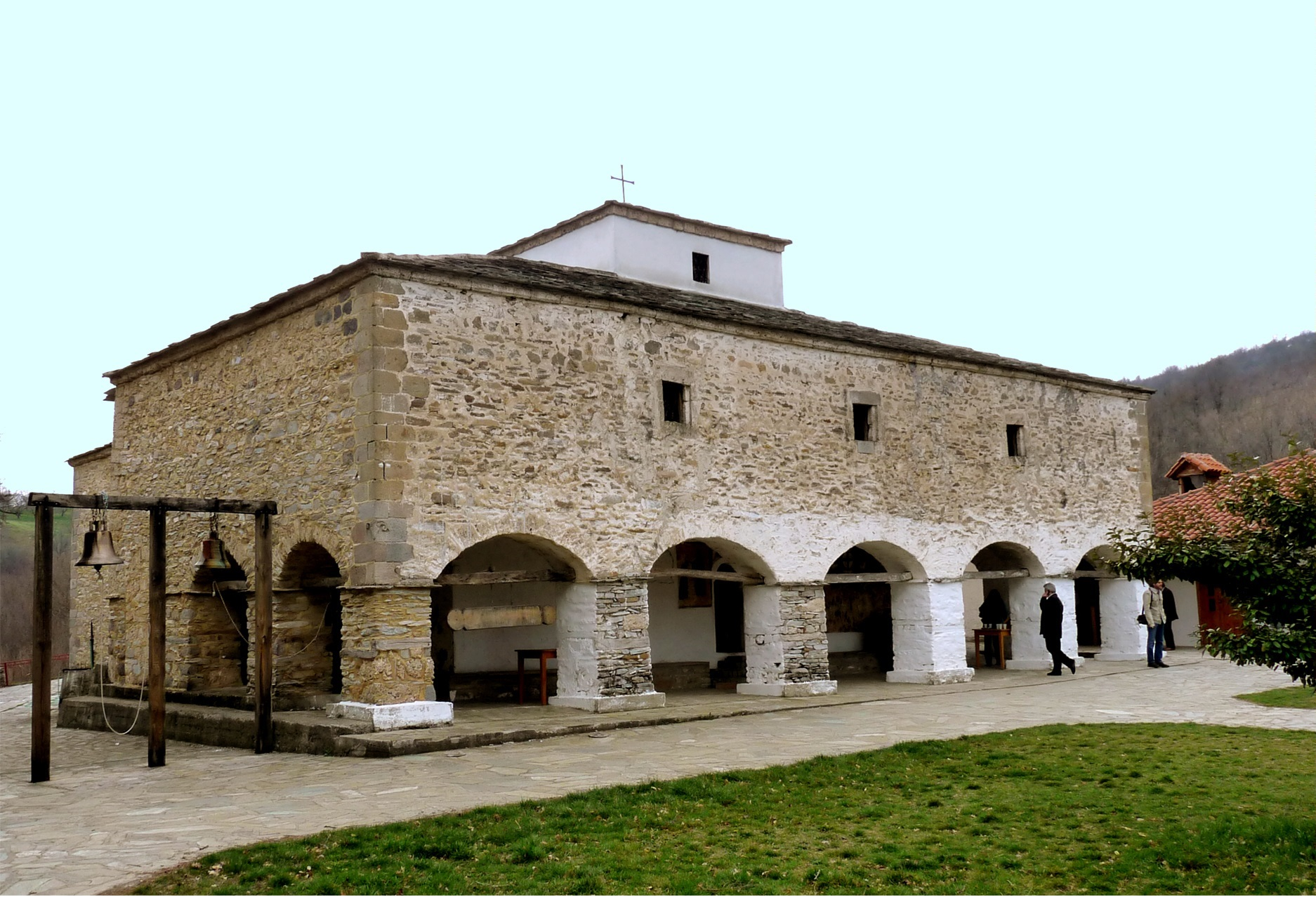
Mănăstirea Oșani

Din 1919, satul a fost o comună independentă în Meglen, cu o suprafață de 66 de kilometri pătrați.  În 1928, satul mănăstirii Oshin "Sf. Arhanghelul Mihail ". În 1956, Oshin a fost adăugat la pământul fostului sat Leskovo . În 1997, comuna Oșani a fost anexată la fostul municipiu Exaplamanos.  În 2011, prefectura Exaplamanos a devenit parte a municipiului mai mare din Meglen . 
Satul aparține de comuna Exaplamanos, cu sediul în satul cu același numedin Meglen, în prefectura Pella . În același timp, satul face parte din comuna Oșani, care este singurul sat. 

## Instituții
- Stația de poliție

## Repere culturale și naturale
Biserici
- Biserica "Sf. Nicolae " - biserica principală din sat, frescă în anul 1842. de la maeștrii Krusevo Atanas și Naum;

Mănăstiri
- Mănăstirea Oșani - reperul satului;

## Evenimente regulate
- 6 septembrie - un târg mare la Mănăstirea Oșani